# Rivière Vachon
Pour la rivière dans Chaudière-Appalaches, voir Rivière Vachon (Beauce-Sartigan). Pour les autres homonymes, voir Vachon.
La rivière Vachon est un affluent de la rive nord de la rivière Arnaud, laquelle se déverse sur le littoral ouest de la baie d'Ungava. La rivière Vachon coule sur le plateau de l'Ungava, dans la toundra arctique, dans le territoire non organisé de Rivière-Koksoak, de la région du Nunavik, dans la région administrative du Nord-du-Québec, au Québec, au Canada.
Le territoire de la rivière est administré par l’Administration régionale Kativik. Ce territoire se situe dans la province naturelle de la péninsule d'Ungava.

## Géographie
Les bassins versants voisins de la rivière Vachon sont :
- côté nord : rivière de Puvirnituq, lac Saint-Germain ;
- côté est : rivière Lataille, baie d'Ungava ;
- côté sud : lac Nantais, rivière Arnaud ;
- côté ouest : lac Manarsulik (jadis désigné lac Laflamme), lac Rouxel, lac Vergons.

Le lac Manarsulik (longueur : 8,8 km) constitue le tête de la rivière Vachon. Il est situé dans le Parc national des Pingualuit, soit au nord du cratère des Pingualuit. Son embouchure est situé au sud-est.
À partir du lac Manarsulik, la rivière Vachon coule vers l'est sur 13,4 km (au nord du cratère) ; puis elle bifurque vers le sud où elle coule sur 18,0 km, en traversant le lac Qangattajuuq et le lac Nallusarqituq. Le cours de la rivière sur ce dernier segment sert de limite Est au Parc national des Pingualuit lequel a été constitué en 2008. De là, la rivière reçoit les eaux des lacs Rouxel, Vergons et Nallusarqituq, qui sont situés au sud du cratère des Pingualuit.
Puis la rivière coule vers le sud-ouest. Au tiers de son parcours, la rivière devient encaissée, barrée de chutes, de rapides et bordée de bancs de sable dans plusieurs zones de son cours inférieur. Son principal tributaire est la rivière Lestage (venant de l'ouest) dont l'embouchure est situé à 24,3 km en amont de l'embouchure de la rivière Vachon.
La rivière Vachon est un tributaire de la rive gauche de la rivière Arnaud, dont l'embouchure est à une soixantaine de kilomètres à l'ouest de la localité de Kangirsuk. L'embouchure de la rivière Vachon est située à 69,7 km en aval de l'embouchure de la rivière Lepellé.

### Réserve de biodiversité projetée
Le Gouvernement du Québec a réservé une aire protégée dans le but d'établir la "Réserve de biodiversité de la Rivière-Vachon" (toponyme provisoire) dans le cadre de la Loi sur la conservation du patrimoine naturel. Le toponyme officiel sera déterminé lors de l'attribution d'un statut permanent de protection au territoire. Cette réserve projetée couvrira 2 532,7 km2, localisée dans le territoire non-organisé de la Rivière-Koksoak. La réserve de biodiversité projetée de la Rivière-Vachon vise la protection d'éléments du Haut plateau de la rivière Vachon, soit une dépression glacio-lacustre et des vallées encaissées dans le relief plat qui caractérise le plateau.
Faisant partie du bassin versant de la rivière Arnaud, ce territoire de basses collines de la toudra arctique forestière comporte un relief entre 110 m à 510 m, avec une altitude moyenne de 380 m. La majorité du territoire se caractérise par des affleurements rocheux, où poussent, principalement dans la partie nord, des bryophytes et des lichens. Le réseau hydrographique est principalement formé par un réseau dentritique de petits cours d'eau.
Le territoire de la réserve projetée s'étend sur 72,2 km de longueur par 52,2 km de largeur maximale. Il couvre la partie intermédiaire du bassin versant de la rivière Vachon, ainsi que le sous-versant de la rivière Trant et une partie du sous-versant de la rivière Lévidon.

## Toponymie
Le toponyme de cette rivière évoque la commémoration de monseigneur Alexandre Vachon (Saint-Raymond, 1885 ‑ Dallas, Texas, 1953), recteur de l'Université Laval en 1939 et, de 1940 à 1953, archevêque du diocèse catholique d'Ottawa. Ce toponyme a été attribué dans les années 1950 en l'honneur de cet homme de science, soit en la période où l'exploration géologique était intense dans cette partie du Nord-du-Québec.
Les Inuits désignait ce cours d'eau rivière Ikkatujaaq, signifiant une apparence de peu de profondeur. L'appellation Qarnatulik a aussi été en usage, néanmoins sa signification est inconnu. L'appellation Avaluko désigne un segment de la rivière Vachon, présumément d'origine inuite ; cette appellation se rapproche du terme Avalirquq, dont la signification est inconnue.
Le toponyme rivière Vachon a été officialisé le 5 décembre 1968 à la Commission de toponymie du Québec.